# 3448 Narbut
3448 Narbut (1977 QA5) là một tiểu hành tinh vành đai chính được phát hiện ngày 22 tháng 8 năm 1977 bởi N. Chernykh ở Nauchnyj.